# Аква Вољера (Терни)
Аква Вољера (итал. Acqua Vogliera) је насеље у Италији у округу Терни, региону Умбрија.
Према процени из 2011. у насељу је живело 460 становника. Насеље се налази на надморској висини од 150 м.